# Ivana Jelčić
Ivana Jelčić (Mostar, BiH,  16. ožujka 1980.), hrvatska rukometašica, članica ŽRK Lokomotiva Zagreb. Igrala je i za Podravku, Članica je i Hrvatske rukometne reprezentacije igra na poziciji golmana.

## Vanjske poveznice
Ivana Jelčić  Arhivirana inačica izvorne stranice od 15. veljače 2015. (Wayback Machine)